# Лугаль

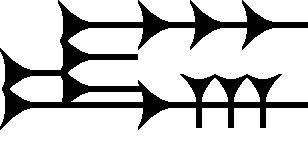
Клинописный знак LUGAL

Луга́ль (шум. «большой человек») — военный вождь шумерского города-государства, избираемый народным собранием на время ведения войны для руководства военными действиями. Позже титул лугаля становится практически пожизненным в связи с непрекращающимся характером войн. После 2900 года до н. э. лугали фактически становятся царями во всех крупнейших городах, их власть становится наследственной. В некоторых других номах правителями остаются энси, а лугали избираются лишь на период вооружённых конфликтов. 